# Andrée Vézina
Pour les articles homonymes, voir Vézina.
 (octobre 2012).
Andrée Vézina (1952- ) est une artiste peintre autodidacte québécoise.

## Biographie
Née à Montréal en 1952, elle obtient un baccalauréat en sociologie de l’Université Laval en 1978. En même temps, elle suit des cours de dessin dans les cégeps, musées et ateliers jusqu’en 1980.
Le premier médium qu'Andrée Vézina utilise avant de s’orienter vers l’acrylique est l’aquarelle.
En 1984 et 1985, elle remporte deux prix au concours de la Société Canadienne de l'Aquarelle.
En 1986, elle est nommée artiste de l’année par Pratt & Whitney.
Ses tableaux sont présents dans de nombreuses collections privées et corporatives de prestiges telles que KPMG, CGI, Monnaie royale canadienne, Flora Canada, Pratt & Whitney Canada, Microsoft, les Assurances Desjardins, Hydro-Québec, SNC-Lavalin, Power Corporation du Canada, la Caisse de dépôt et placement du Québec, etc.

## Expositions

### Expositions individuelles
- 2004: Théâtre de la Bordée Québec
- 2000: Hollander York Gallery Toronto
- 1999: Joy Gallery Key West
- 1998: Hollander York Gallery toronto
- 1997: Galerie Yves Laroche Montréal
- 1996: Hollander York Gallery Toronto
- 1995: Galerie La Corniche Chicoutime
- 1994: Galerie Jules Harvey Québec
- 1993: Good News Café-Galerie Connecticut
- 1993: Galerie de Bougainville Montréal
- 1992: Galerie Jules Harvey Québec
- 1990: Galerie de Bougainville Montréal
- 1989: Galerie Pierre Bernard Hull
- 1988: Galerie Jules Harvey Québec
- 1988: Alliance FranÇaise Ottawa
- 1987: Galerie La Corniche Chicoutimi
- 1986: Compagnie Pratt&Whitnex Longeuil
- 1984: Galerie Michelde Kerdour Québec
- 1982: Librairie Les Mutantes Québec.

### Expositions collectives
- 2003: Galerie Clarence Gagnon Montréal
- 2002: Galerie Clarence Gagnon Montréal
- 1995: Galerie Mont St-Anne Québec
- 1993: Laurendeau, Lemire, Vézina, Monique Shay Connecticut
- Avril 96-92-90-88-87: Fecteau, àTotosian, Vézina, Compagnie Pratt&Whitney Longueil
- 1989: 'Exposition Les Femmeuses', Musée Marc-Aurèle Fortin Montréal
- 1987: 'Les Femmes Peintres du Québec', Galerie Pierre Bernand Hull
- 1986: 'Les Femmes Peintres du Québec', Galerie Pierre Bernard Montréal
- 1985: 'Les Femmes Peintres du Québec', Galerie Pierre Bernard Hull

## Illustrations
- 1994 : Pierre et le Loup, cahier pédagogique et affiche pour l’orchestre Métropolitain, Montréal
- 1995 à 2000 : affiches pour Le Rendez-vous Musical de Laterrière (au Saguenay)
- Éditions Gaétan Morin, pages couvertures : Catalogue Collégial 1995, Montréal, Paris, Casablanca;Délinquances et délinquants, Marcel Fréchette et Marie Leblanc.Mathématiques pour les techniques de bureau Michel Collin & Paul Lavoie.